# Каракас
Кара́кас (исп. Caracas) — столица и крупнейший город Венесуэлы. Город вместе с прилегающей к нему территорией выделен в федеральный столичный округ площадью 1900 км².
Это сервисный, банковский и торговый центр Венесуэлы: Фондовая биржа Каракаса и PDVSA (крупнейшая компания страны) имеют штаб-квартиры в городе. Каракас также является культурной столицей Венесуэлы, со множеством ресторанов, театров, музеев и торговых центров.
Также Каракас считается одним из важнейших экономических и культурных центров Латинской Америки; некоторые из самых высоких небоскрёбов в Латинской Америке расположены в Каракасе.

## Этимология
Город основан испанскими конкистадорами 25 июля 1567 года на месте селения индейцев племени карака. В этот день католическая церковь отмечает память Святого Яго Леонского, поэтому город получил название Сантьяго-де-Леон-де-Каракас — «(город) святого Яго Леонского и Каракасского», где Леон — название города и исторической области в Испании. Со временем от этого трёхкомпонентного названия сохранилась лишь последняя часть.

## Природные условия
Столица Венесуэлы расположена в живописной горной долине Карибских Анд, на высоте 900—1000 м над уровнем моря. Город удалён от побережья Карибского моря (бассейн Атлантического океана) в среднем на 13—14 км.
По классификации Кёппена, климат в Каракасе находится между тропическим с сухой зимой и дождливым летом (Aw) и субтропическим высокогорным климатом (Cwb), характерен почти одинаковой температурой на протяжении всего года. Средняя температура января составляет +20,2 °C, а июля 22,2 °C. Основным определяющим климат в городе фактором является не влияние моря, а высокогорное расположение. Осадков в год выпадает от 900 до 1300 мм. С апреля по ноябрь продолжается сезон дождей. С декабря по март над территорией Каракаса господствуют антициклоны, поэтому устанавливается сухая погода.
| Показатель                    | Янв. | Фев. | Март | Апр. | Май  | Июнь | Июль | Авг. | Сен. | Окт. | Нояб. | Дек. | Год  |
| ----------------------------- | ---- | ---- | ---- | ---- | ---- | ---- | ---- | ---- | ---- | ---- | ----- | ---- | ---- |
| Средний суточный максимум, °C | 26,6 | 27,6 | 28,6 | 29   | 28,8 | 27,8 | 27,4 | 27,7 | 28,3 | 28,1 | 27,6  | 26,6 | 27,8 |
| Средняя температура, °C       | 20,2 | 20,8 | 21,7 | 22,7 | 23,2 | 22,6 | 22,2 | 22,3 | 22,7 | 22,4 | 22    | 20,7 | 21,9 |
| Средний суточный минимум, °C  | 16   | 16,3 | 17,2 | 18,6 | 19,6 | 19,4 | 18,9 | 18,7 | 18,7 | 18,5 | 18,1  | 16,8 | 18   |
| Норма осадков, мм             | 16   | 13   | 12   | 59   | 80   | 139  | 121  | 124  | 114  | 123  | 73    | 42   | 916  |
| Источник: World Climate       |      |      |      |      |      |      |      |      |      |      |       |      |      |

Город находится в зоне повышенной сейсмической активности. Наиболее сильные землетрясения отмечались в Каракасе в 1812 и 1900 годах, когда город подвергался практически полному разрушению.
Флора и фауна
В окрестностях столицы преобладает растительность переменно-влажных тропических высокогорных лесов. 
Из представителей животного мира на склонах Карибских Анд обитают ягуар, пума, оцелот, кустарниковая собака, близкая к куницам тайра, выдра, обезьяна, свинковые, нутрия, цепкохвостый дикобраз, тапир, пекари.

## История
Каракас был основан испанским конкистадором Диего де Лосада в день святого Якова, 25 июля 1567 года, под названием Сантьяго-де-Леон-де-Каракас. Город начал строиться на месте сожжённого завоевателями индейского посёлка, принадлежавшего племени каракас. Через некоторое время после своего основания город стал центром провинции, в основном благодаря климату и эффективной горной защите от корсаров и пиратов.
Первыми алькальдами города были избраны Гонсало де Осоррио, племянник Лосады, и Франсиско Инфанте. Ни в книгах Муниципалитета, ни в архивах не сохранилось сведений о первых годах правления испанцев в городе. В XVI—XVII веках он неоднократно подвергался нападениям пиратов.

### Колониальный период
Примерно в 1576 году губернатор провинции Венесуэла Хуан де Пиментель обосновался в Каракасе, в третий раз изменив расположение административной столицы провинции, сначала находившейся в Коро на её западном побережье, затем с 1545 года в Эль-Токуйо. С тех пор город оставался столицей провинции Венесуэла и, в конце XVIII века, с административными изменениями, внесёнными Испанской империей, вошёл в Генерал-капитанство Венесуэла
В 1577 году Каракас стал резиденцией испанского губернатора, в 1680 году выдержал долговременную французскую осаду. В 1777 году Каракас был провозглашён столицей генерал-капитанства Венесуэлы.
В 1577 году Пиментель нарисовал первый план города, разработанный в соответствии с Постановлениями Филиппа II, которые тщательно определяли размеры улиц, площадей, кварталов и ортогональное (то есть в виде сетки) планирование всего города, а также указывали способ роста города со временем. План Пиментеля 1578 года — единственная сохранившаяся карта, датированная ранее 1760 года. На нём виден небольшой город, сформированный сеткой улиц 4 на 4 и состоящий из 25 кварталов вокруг главной площади, как это было принято в основанных Испанской империей городах Южной Америки.
В 1595 году произошла единственная попытка английского вторжения: английскому корсару Эмиасу Престону удалось во главе 500 человек напасть на город и сжечь его.
Приблизительно с 1600 года церковь Святого Франциска Ассизского, принадлежавшая одноимённому монастырю, уже доминировала над ландшафтом города, затмевая старую Большую Церковь, ставшую впоследствии кафедральным собором Каракаса.
В 1641 году город был полностью разрушен сильнейшим землетрясением в Сан-Бернабе. Реконструкция была медленной и трудоёмкой, многие из крупных зданий были восстановлены только через несколько десятилетий.
В 1678 году для защиты от французских корсаров, неоднократно пытавшихся захватить город, началось строительство стены вокруг него. От этого так и не завершённого оборонного проекта берут начало некоторые топонимы Каракаса, например угол Лунеты (esquina de Luneta) и угол Редута (esquina de Reducto).
В начале XVIII века новый район канарских островитян, Ла Канделария, к востоку от города, даёт приют существенной части канарских иммигрантов, которых именовали «белые с побережья» («blancos de orilla») и которые выполняли черновую работу, презираемую местными «мантуанос» — потомками конкистадоров.
24 июля 1783 года в Каракасе, в доме на углу Сан-Хасинто и Трапос в центре города, родился Освободитель Венесуэлы, Симон Боливар. В настоящее время дом Боливара считается историческим достоянием города и национальным памятником, он используется как музей, в нём хранятся много оригинальных предметов быта и некоторые личные вещи Освободителя.
В начале XIX века в городе насчитывалось около 30 тысяч жителей. В 1799 году его посетили натуралисты Александр фон Гумбольдт и Эме Бонплан, которые провели важные исследования в городе и в Кордильера-де-ла-Коста (прибережной горной гряде).
В 1810 году в Венесуэле начались первые решительные столкновения между патриотами и завоевателями. Входившие в состав городского совета креолы (испанцы и итальянцы, родившиеся в Южной Америке) организовали восстание, в результате которого был отстранён от власти испанский генерал-капитан и создана Верховная правительственная хунта. Вслед за восстанием в Каракасе волна выступлений против испанских завоевателей распространилась и на другие испанские колонии. Первоначально Верховная правительственная хунта правила от имени короля Испании Фердинанда VII Бурбона, свергнутого с престола Наполеоном в 1808 году. Несмотря на это, восставшие вскоре были объявлены бунтовщиками, а Венесуэла подвергалась блокаде.
Поскольку сохранять видимость лояльности по отношению к испанскому королю не было больше смысла, 5 июля 1811 года в Каракасе был созван Национальный конгресс, который провозгласил независимость Венесуэлы. Однако, в 1812 году испанцы начали восстанавливать своё господство в Венесуэле, чему во многом способствовало сильное землетрясение, произошедшее накануне вторжения испанских войск. Католическое духовенство, выступившее против идей независимости, объявило обрушившееся на страну стихийное бедствие Божьей карой за неподчинение законным властям.
Главнокомандующий революционной армией Франсиско Миранда (уроженец Каракаса) пытался вести с испанцами переговоры о мирном разрешении конфликта, но был схвачен и отправлен в Испанию, где умер в тюрьме. Руководство движением за независимость принял его сподвижник Симон Боливар, который захватил Каракас в августе 1813 года. Муниципалитет Каракаса торжественно провозгласил Боливара — «Освободителем Венесуэлы». Однако, 6 июля 1814 года теснимая испанскими войсками армия Симона Боливара была принуждена покинуть столицу.

### Республика Венесуэла
Полностью испанское господство было восстановлено в Венесуэле в 1815 году, однако продолжалось оно недолго. В 1818 году был созван Национальный конгресс, провозгласивший Венесуэлу республикой. В следующем году она вошла в состав Великой Колумбии, от которой отделилась в 1830 году. С этого года Каракас стал столицей Республики Венесуэла.
В 1859—1863 годах разразилась Федеральная война, между приверженцами консерваторов и либералов, основные события которой происходили в Каракасе.
В 1870 году президентом стал представитель либеральной партии Антонио Гусман Бланко, при котором в столице были проведены значительные преобразования: велось строительство новых и перепланировка старых кварталов, были предприняты меры, направленные на ограничение влияния католической церкви. Бланко провёл реформы в системе образования, в частности в университете Каракаса, которые способствовали совершенствованию подготовки технических кадров. Кроме того, в годы его правления началось строительство железных дорог, связавших столицу со многими крупными городами страны, проводилась работа по улучшению средств связи.
При президенте Ромуло Бетанкуре (1959—1964) началась активная модернизация города; среди прочего, построен Университетский городок в Каракасе по проекту венесуэльского архитектора Карлоса Рауля Вильянуэвы.
После провозглашения Венесуэлы Боливарианской республикой (1999) при президенте Уго Чавесе внедрялись проекты по выравниванию неравенства между богатыми и бедными жителями Каракаса, обеспечившие жителей трущоб (барриос) доступом к медицине, образованию и жилью; вместе с тем, вырос и уровень уличного насилия.

## Население
Каракас — густонаселённый город; в нём проживает шестая часть всего населения Венесуэлы.
Численность населения Каракаса вместе с пригородами, занимающими территорию и за пределами федерального округа, по официальным данным, составляет 3,3 млн человек; фактически же в столице и пригородах насчитывается 4,5 млн жителей.
Среди жителей столицы преобладают испано-индейские метисы. Примерно 20 % составляют прямые потомки испанцев, итальянцев, португальцев и представителей других европейских национальностей. Кроме того, в Каракасе проживает множество переселенцев из соседней Колумбии.
Негроидной расы насчитывается около 10 % от общего состава населения, а индейцев не более 2 %.
Государственный язык — испанский. Индейцы говорят приблизительно на 40 языках разных групп.
Большинство венесуэльцев принадлежат к Римско-католической Церкви. В стране приветствуется свобода в выборе вероисповедания, поэтому легально действуют миссии разных конфессий, при которых открываются церкви и специальные школы.

## Архитектура
Уже во время испанской колонизации Каракас имел правильную сеть улиц и площадей. В архитектурном облике города преобладают современные постройки. На центральной площади Пласа Боливар расположен кафедральный собор, возведённый в 1664—1674 годах на месте разрушенной во время землетрясения церкви первых лет колонизации (1641 год). Среди других исторических зданий наиболее привлекательны в архитектурном отношении: часовня Святой Розы, в которой 5 июля 1811 года была провозглашена независимость Венесуэлы; церковь Святого Франсиска с богато инкрустированным алтарём; Национальный пантеон, своды которого в 1830-х годах украшали картины известного венесуэльского художника Тито Саласа, изображающая сцены из жизни Симона Боливара.
В конце XIX века в центре Каракаса был построен дворец Мирафлорес — официальная резиденция президента Венесуэлы
В начале XX века над президентским дворцом было возведено здание Штаб-квартиры Военной академии, в настоящее время известное, как Музей революции (в нём захоронено тело бывшего президента Венесуэлы Уго Чавеса).
В середине XX века были построены парадные ансамбли общественных и деловых зданий: общественный центр «Симон Боливар» (1938 год), университетский городок (строительство было начато в 1994 году), Авенида Боливар с двумя небоскрёбами Торрес дель Силенсио, площадь Пласа Венесуэла с небоскрёбом Эдифисио Полар (1952—1954), а также жилые комплексы Серо-Гранде, Эль-Параисо, Серо-Белен. В это же время были возведены здания Музея изящных искусств и архитектурный комплекс Капитолия.
Университетский городок в Каракасе, построенный по проекту венесуэльского архитектора Карлоса Рауля Вильянуэвы, включёнs ЮНЕСКО в список Всемирного наследия.
Каракас является домом для двух из самых высоких небоскрёбов в Южной Америке: башни «Parque Central». Башни «Parque Central» по-прежнему могут похвастаться названием самых высоких башен-близнецов в Латинской Америке, хотя они уже не самые высокие небоскрёбы в регионе.
В Каракасе самыми высокими небоскрёбами являются: башни «Parque Central», Здание Banco Mercantil, «Torre BBVA» или «Torre Banco Provincial» и башни-близнецы торгового центра «El Recreo» в районе Сабана Гранде. Большинство этих зданий расположены в центре города.
Бизнес-центр «Конфинансас» («Confinanzas», 45 этажей, 190 м) не был завершён; это был бы третий по высоте небоскрёб Каракаса. Этот недостроенный небоскрёб, более известный как Torre David, был занят сквоттерами в 2007 году; в 2011 г. количество жителей небоскрёба достигло 5 тыс., здание стало рассадником бандитов всех мастей. Впоследствии была проведена войсковая операция по очистке небоскрёба, всех сквоттеров выселили в социальное жильё. Посещать небоскрёб сейчас нельзя, он под охраной.
В Каракасе находится несколько парков, в том числе Восточный, Парк Боливара и Лос-Каобос, а также зоопарки Карикуао и Эль-Пинар

### Трущобы Каракаса
В трущобах Каракаса (барриос) проживает порядка 70% жителей города (хотя чёткого разделения на город и баррио нет), благополучные районы иногда соседствуют с барриос без всяких переходов. Например, один из самых богатых районов Каракаса Country Club с полями для гольфа соседствует с баррио Chapellin. Часто рядом с богатыми микрорайонами возникают мини-барриос — там обитает прислуга; они в целом безопасны. Но есть и огромные баррио-города: в крупнейшем баррио Каракаса Petare проживает около миллиона человек, это целый теневой город со своей экономикой; есть и поменьше — к примеру, 23 de Enero (110 тыс. жителей). Такие барриос даже имеют исторический центр, центральные площади — plaza, там есть улицы и даже адреса у некоторых домов.
Почти все барриос — на склонах гор, отсюда и мотоцикл как основное средство передвижения.
Сюда редко попадают туристы: пребывание там является рискованным — Каракас уже много лет уверенно входит в пятёрку самых опасных городов планеты с самым высоким уровнем убийств. Власть государства здесь ограничена — полиция появляется тут только ради каких-либо громких спецопераций.
Исторически барриос — поселения бывших крестьян (campesinos), пришедших в города за лучшей жизнью. Кроме венесуэльцев, среди жителей барриос много трудовых мигрантов и их потомков из Колумбии, Эквадора и других стран, приехавших в Венесуэлу в период нефтяного процветания 1970-х.
При президентстве Уго Чавеса (1999—2013) внедрялись проекты по выравниванию неравенства между богатыми и бедными жителями Каракаса, обеспечившие жителей барриос доступом к медицине, образованию и жилью (однако вместе с тем вырос и уровень уличного насилия).

## Достопримечательности
Крупнейшие музеи столицы — Музей современного искусства, Музей изящных искусств и Национальная художественная галерея.
Бульвар Сабана Гранде является главной коммерческой артерией; этот широкий, затенённый деревьями бульвар ежедневно посещает более 500 тысяч человек (1980-е). В 2011 году пешеходное пространство Сабаны Гранде увеличили в четыре раза.
Религиозные сооружения
- Мечеть Ибрагим аль-Ибрагим;
- Синагога Тиферет Исраэль;
- Церковь Святого Франциска Ассизского — национальный памятник;
- Церковь Константина и Елены — православный храм.

## Экономика
Каракас имеет экономику, основанную преимущественно на сфере услуг, помимо некоторой промышленной деятельности в его центральном районе. Это — сервисный, банковский и торговый центр Венесуэлы. В городе имеют штаб-квартиры Фондовая биржа Каракаса и PDVSA (крупнейшая компания страны).

### Туризм
В 2013 году Всемирный экономический форум оценивал страны с точки зрения того, насколько успешными они были в рекламных кампаниях по привлечению иностранных туристов. Из 140 стран, которые были оценены, Венесуэла заняла последнее место. Основным фактором, который способствовал отсутствию иностранных туристов, было плохое транспортное сообщение для них. Железнодорожная система и авиалинии Венесуэлы ограничены. Высокий уровень преступности и негативное отношение населения Венесуэлы к туризму также способствовали низкой оценке.
В попытке привлечь больше иностранных туристов Министерство туризма Венесуэлы инвестировало в развитие многочисленных гостиничных инфраструктур. Крупнейшие инвестиции были сделаны в отель Alba Caracas. Расходы на общее техническое обслуживание северной и южной башен отеля составляют примерно 231,5 миллиона венесуэльских боливаров. Хотя Министерство туризма Венесуэлы выступило с инициативой признать важность индустрии туризма, правительство Венесуэлы не рассматривает индустрию туризма в качестве экономического приоритета. В 2013 году бюджет Министерства туризма составлял всего 173,8 миллиона боливаров, в то время как Министерство по делам молодёжи получило около 724,6 миллиона боливаров. На долю индустрии туризма в Венесуэле приходится примерно 3,8% ВВП страны. Всемирный экономический форум прогнозирует, что ВВП Венесуэлы вырастет до 4,2% к 2022 году.

### Транспорт
Метрополитен Каракаса функционирует с 1983 года и имеет четыре линии, 47 станций и ещё около 10 должны быть построены в будущем. Он охватывает большую часть города, а также имеет интегрированную билетную систему, которая объединяет маршруты метро с маршрутами, предлагаемыми Metrobús, автобусным сообщением Каракасского метрополитена. В 2010 году открылся первый сегмент новой системы воздушных канатных дорог Metrocable, которая соединяется с более крупной системой метро.
Автобусы являются основным средством общественного транспорта. Существует две системы автобусного сообщения: традиционная система и Метробус. Другие транспортные услуги включают в себя поезд IFE, следующий в города Харальяве и Куа, расположенные в долине реки Туй, и обратно; международный аэропорт имени Симона Боливара, крупнейший и наиболее важный в стране; дополнительные услуги метро — канатная дорога Каракаса и метро Лос-Текес (соединяющая Каракас с пригородным городом Лос-Текес); и аэропорт Генералиссимуса. Авиабаза Франсиско-де-Миранда используется военной авиацией и правительственными самолётами.

### Автомагистрали и магистральные дороги
Наибольшая концентрация дорожной сети в стране наблюдается в регионе Каракас и его окрестностях, с обширной сетью автомагистралей и проспектов в столичном округе, а также городских, пригородных и междугородних дорог. Дорожная сеть превратилась в большой перекрёсток между Западом, Востоком и Центром страны. Не очень выгодная роль для города, перенаселённого всевозможными транспортными средствами, как из одного города, так и из зоны его непосредственного влияния (штат Ла-Гуайра, Вальес-дель-Туй, Гуаренас-Гватире, Альтос-Мирандинос) и из других районов страны.
В настоящее время строится магистраль, которая соединит Центральную региональную автомагистраль (на 31 км) с шоссе Гран-Марискаль-де-Аякучо (сектор Кемпис), чтобы служить связующим звеном с городом Каракас и соседними Гуаренасом и Гуатиреем, чтобы транспортные средства, следующие с востока на запад или в центр, могли свободно перемещаться., и наоборот, нет необходимости въезжать в Каракас. Маршрут этого шоссе пролегал бы от аэропорта Чараллаве, проходя через Санта-Лусию и поднимаясь к району Кемпис (между Гуатире и Каукагуа).
Дорожное движение в регионе Каракас очень перегружено, поскольку это город с самым большим количеством автомобилей в стране, что приводит к возникновению пробок в любое время суток и перенасыщению в часы пик, когда жителям Каракаса требуется до 3 часов, чтобы выбраться из заторов.
С 1986 года таинственная чёрная субстанция, известная как La Mancha Negra (Чёрное пятно), стала причиной многочисленных автомобильных аварий, в результате которых погибло множество людей.

### Метро
Это одно из самых важных транспортных средств в городе, поскольку его 47 действующих станций, по официальным данным, перевозят около 2 миллионов человек. Система метро Каракаса охватывает центральную часть города с востока на запад, а линии соединяют юго-запад и другие наземные системы метро (Бускаракас, метро Сан-Агустин), а также юго-восточное (метро Петаре, метро Марише), на большинстве станций предусмотрены дополнительные маршруты Метробуса, в дополнение к существующим станциям расширения линий (конечная станция Ла Ринконада линии 3 и промежуточные станции расширения;соединение станций Plaza Venezuela и Capuchinos – продолжение линии 2, более известной как линия 4, а также будущая связь с системой метро Guarenas Guatire, которая началась со станции Bello Monte) и приложением, которое простирается до города Лос-Текес (столица штата Миранда). Три станции, входящие в состав этой последней линии, образуют систему метро Лос-Текес86. Обе станции находятся в ведении компании C. A. Metro de Caracas (Cametro).
Протяжённость системы, открытой в 1983 году, составляет 71 километр и состоит из пяти линий, она является одной из самых протяжённых в Латинской Америке, и в настоящее время ведётся её расширение в сторону городов Гуаренас и Гуатире. Планы расширения также включают в себя расширение до муниципалитетов Барута и Хатильо, а также других систем метро в центре города.

## Культура
В Каракасе много музеев:
- Креольский музей,
- Музей колониального искусства,
- Музей современного искусства,
- Музей изящных искусств,
- Музей Боливара, Дом-музей Боливара,
- Коллекция птиц Венесуэлы.

Коллекция музея современного искусства представлена не только полотнами лучших венецианских художников, но и картинами таких великих живописцев, как Миро, Шагал, Лежер и Пикассо. Славится Галерея национального искусства, в которой собрано около 400 работ авторов испанского периода, а также найденные во время археологических раскопок предметы индейских народов, относящееся к доколониальному периоду.
В столице Венесуэлы находятся
Центральный университет,
два частных университета (Санта-Мария и Католический университет Андреса Бельо), восемь колледжей музыки и искусства,
Национальный педагогический университет и Высшая медицинская школа. Открыты музыкальные учебные заведения: Академия музыки «Падре Со-хо», Академии музыки Фишера и др.
Также научно-исследовательские учреждения:
Венесуэльская академия языка,
Национальная академия истории,
Национальная медицинская академия,
Академия политических и социальных наук,
Академия физических, математических и естественных наук,
а также международные общества, в частности Международный институт экспериментальной медицины.
Работают Национальная библиотека, библиотека Центрального университета, несколько академических библиотек.
В театральных зданиях и театрально-концертных залах «Атенео», «Театро Альберте де Пас», «Тилинго», «Флорида», «Урданета», «Карибе», «Лидо», «Аула Магна», «Театро насьональ», «Театро мунисипаль», «Конча Акустика» (открытый амфитеатр), Театр кукол выступают труппы «Университарио», «Компас», «Маскарас», «Театро дель Дуэнте», «Леонсио Мартинес», «Театро де Больмилио» и др.
В Каракасе расположен едва ли не самый богатый и красивый во всей Южной Америке ботанический сад.

### Спорт
Спортом номер один в Каракасе является футбол, город имеет два футбольных стадиона: Олимпийский стадион (вмещающий 35 тыс. зрителей) и «Брихидо Ириарте» (вмещающий 25 тыс. зрителей). В столице выступает самый титулованный футбольный клуб Венесуэлы — «Каракас», а также ещё несколько менее успешных клубов.
Помимо этого, в городе имеется бейсбольный стадион, находящийся на территории Национального Университета и вмещающий 33 тыс. зрителей.